# Luis Ramírez Lora
Luis Ramírez Lora es un jugador de baloncesto profesional, nacido en el estado de Baja California en el 1982.

## Carrera deportiva
Luis Ramírez comenzó a jugar baloncesto durante la temporada 2006 con los Galgos de Tijuana en la LNBP.
Jugó para el Calor de Mexicali para la CIBACOPA 2007.
Jugó para los Galgos de Tijuana durante el 2007 y 2008.
Se coronó campeón del CIBACOPA 2009 con los Mineros de Cananea.
En la temporada 2009-2010 jugó para los Cosmos de Tijuana
Se coronó campeón con los zonkeys de Tijuana en 2014,2015 y 2018
En esta temporada está jugando con los lobos de ensenada, en el último juego anotó 36 puntos metiendo 9 de 11 triples 
- Datos: Q5984232